# Ridderspoor (Consolida)
Ridderspoor (Consolida) is een geslacht van eenjarige, bloeiende planten uit de ranonkelfamilie (Ranunculaceae). De planten komen van nature voor in West-Europa, het Middellandse Zeegebied en Centraal-Azië.  
Naast Consolida wordt in het Nederlands ook het verwante geslacht Delphinium wel 'ridderspoor' genoemd. Dit laatste geslacht komt in tegenstelling tot Consolida in de Benelux niet in het wild voor. Consolida verschilt van Delphinium in de structuur van de bloemen. Bij Consolida staan de bloemen in een losse, vertakte pluim in tegenstelling tot de dichtopeengepakte aar van Delphinum. De vrucht, die uit een enkelbladige kokervrucht bestaat, wijkt ook af. Consolida-soorten zijn eenjarig in plaats van meerjarig zoals de meeste Delphinium-soorten.

## Soorten
- Consolida aconiti
- Consolida ajacis
- Consolida anthoroidea
- Consolida armeniaca
- Consolida axilliflora
- Consolida cornuta
- Consolida cruciata
- Consolida glandulosa
- Consolida hellespontica
- Consolida hohenackeri
- Consolida lineolata
- Consolida oliveriana
- Consolida olopetala
- Consolida orientalis
- Consolida persica
- Consolida phrygia
- Consolida raveyi
- Consolida regalis - Wilde ridderspoor
- Consolida saccata
- Consolida scleroclada
- Consolida staminosa
- Consolida stapfiana
- Consolida stenocarpa
- Consolida sulphurea
- Consolida thirkeana
- Consolida tomentosa

... · Aconitum (Monnikskap) · Actaea · Adonis · Aquilegia (Akelei) · Anemone (Anemoon) · Caltha (Dotterbloem) · Clematis · Consolida (Ridderspoor) · Delphinium (Ridderspoor) · Eranthis · Helleborus (Nieskruid) · Hepatica · Myosurus · Nigella (Nigelle) · Pulsatilla · Ranunculus (Boterbloem) · Thalictrum (Ruit) · Trollius · ...